# Haeke jezik
Haeke jezik (’aeke, aeke, haeake; ISO 639-3: aek), gotovo nestali jezik novokaledonske skupine oceanijskih jezika kojim govori svega 100 ljudi (1982 SIL) na zapadnoj obali Nove Kaledonije, danas tek nekolicina. Haeke nestaje pod ekspanzijom jačeg jezika paicî.

## Vanjske poveznice
- Ethnologue (14th)
- Ethnologue (15th)